# Parlamentswahl in Kroatien 2016
- NK: 54
- PNS: 3
- KRS: 2
- Minderheiten: 8
- ZZ: 8
- MOST: 13
- HDZ: 61
- HDSSB: 1
- Unabh.: 1

Die Parlamentswahl in Kroatien 2016, das heißt die Wahl zum Sabor, fand am 11. September 2016 statt. Entgegen der meisten Umfragen wurde die nationalkonservative HDZ bei der Wahl stärkste Kraft, bei einer Wahlbeteiligung von 52,59 %. Auch diese Wahl brachte, wie bereits die Wahl 2015, keine klaren Mehrheiten im Parlament. Als Ergebnis kam es zu einer Neuauflage der Koalition aus HDZ und Most, gestützt von den Vertretern der Minderheiten. Premierminister wurde Andrej Plenković.

## Vorgeschichte
Bei der vorangegangenen Wahl im November 2015 hatte das bis dahin regierende Mitte-links-Bündnis unter Ministerpräsident Zoran Milanović seine parlamentarische Mehrheit verloren. Gewinner waren das Parteienbündnis Patriotische Koalition (Domoljubna koalicija) unter Führung der christdemokratisch-nationalkonservativen HDZ sowie die erstmals auf nationaler Ebene angetretene Reformgruppierung MOST. Nach schwierigen Koalitionsverhandlungen einigten sich beide schließlich auf eine Koalitionsregierung unter dem parteilosen Ex-Manager Tihomir Orešković, der am 22. Januar 2016 zum neuen Premierminister gewählt wurde.
Die neue Regierung stand von Anfang an in der Kritik, da man ihr vorwarf, zu nationalistische Politiker in das Kabinett aufgenommen zu haben. Veteranenminister Mijo Crnoja, der angekündigt hatte, ein Register mit Personen zu erstellen, die er als „Verräter des nationalen Interesses“ sehe, trat nach nur 6 Tagen Amtszeit am 28. Januar 2016 zurück. Zum Verhängnis gerieten ihm insbesondere Gerüchte über ein umstrittenes Grundstücksgeschäft sowie undurchsichtige Kreditvergaben.
Kulturminister Zlatko Hasanbegović wurde vorgeworfen, einen „Kulturkampf von Rechts“ zu führen, indem er beispielsweise das Wirken der historischen faschistischen Ustascha-Bewegung verharmlose, die umstrittene staatliche Mitfinanzierung von Feierlichkeiten aus Anlass des Massakers von Bleiburg unterstütze, politisch unliebsamen Kultur- und Medienprojekten die Finanzierung kürze oder streiche und mehr Patriotismus an Schulen und im Fernsehen propagiere. Schließlich sah sich die konservative Staatspräsidentin Grabar-Kitarović dazu veranlasst, davor zu warnen, das antifaschistische Fundament des Staates infrage zu stellen.
Auch galt das Verhältnis zwischen den beiden stellvertretenden Ministerpräsidenten, Tomislav Karamarko von der HDZ und Božo Petrov von MOST, als konfliktbeladen. Im Spätfrühling 2016 eskalierte die Situation. Im Mai leitete die oppositionelle Sozialdemokratische Partei ein Amtsenthebungsverfahren gegen Karamarko ein. Hintergrund waren Presseberichte, wonach Karamarkos Ehefrau Ana Šarić-Karamarko vom ungarischen Mineralölkonzern MOL 60.000 Euro für Beratungstätigkeiten erhalten habe. Karamarkos HDZ ihrerseits hatte den politisch umstrittenen Verkauf von Anteilen des teilstaatlichen kroatischen Mineralölkonzerns INA an MOL befürwortet. MOST kündigte an, Karamarkos Abwahl unterstützen zu wollen. Im Gegenzug bezeichnete die HDZ MOST als unfähig und forderte Petrov zum Rücktritt auf. Nachdem Premierminister Orešković sowohl Karamarko als auch Petrov zum Amtsverzicht aufgefordert hatte, entzog ihm Karamarkos HDZ am 3. Juni 2016 das Vertrauen.
Am 16. Juni 2016 fand ein von der HDZ initiiertes Misstrauensvotum gegen Orešković statt. 125 der 151 Abgeordneten stimmten für seine Absetzung. Karamarko war bereits am Tage vorher seiner Abwahl zuvorgekommen und zurückgetreten. Am 20. Juni machte der Sabor mit breiter Mehrheit von seinem Selbstauflösungsrecht Gebrauch. Die dadurch notwendig gewordene vorgezogene Neuwahl fand am 11. September 2016 statt.

## Umfragen
| Datum      | Institut       | Živi zid | HR   | ORaH | IDS | MB365 | MOST | DK   | Sonstige |
| ---------- | -------------- | -------- | ---- | ---- | --- | ----- | ---- | ---- | -------- |
| 04.05.2016 | Promocija Plus | 8.2      | 38.0 | 0.9  | 1.2 | 1.8   | 6.4  | 39.2 | 4.3      |
| 24.04.2016 | Ipsos          | 7.3      | 34.6 | 1.1  | 1.7 | 5.0   | 7.4  | 35.9 | 7.0      |
| 07.04.2016 | Promocija Plus | 6.8      | 37.2 | 1.3  | 1.8 | 2.4   | 7.1  | 37.8 | 5.6      |
| 21.03.2016 | Ipsos          | 6.8      | 34.0 | 1.2  | 1.7 | 4.0   | 8.2  | 37.6 | 6.5      |
| Wahl 2015  | Wahl 2015      | 4.2      | 32.8 | 1.7  | 1.9 | 3.3   | 13.4 | 34.0 | 8.7      |

## Wahlverfahren

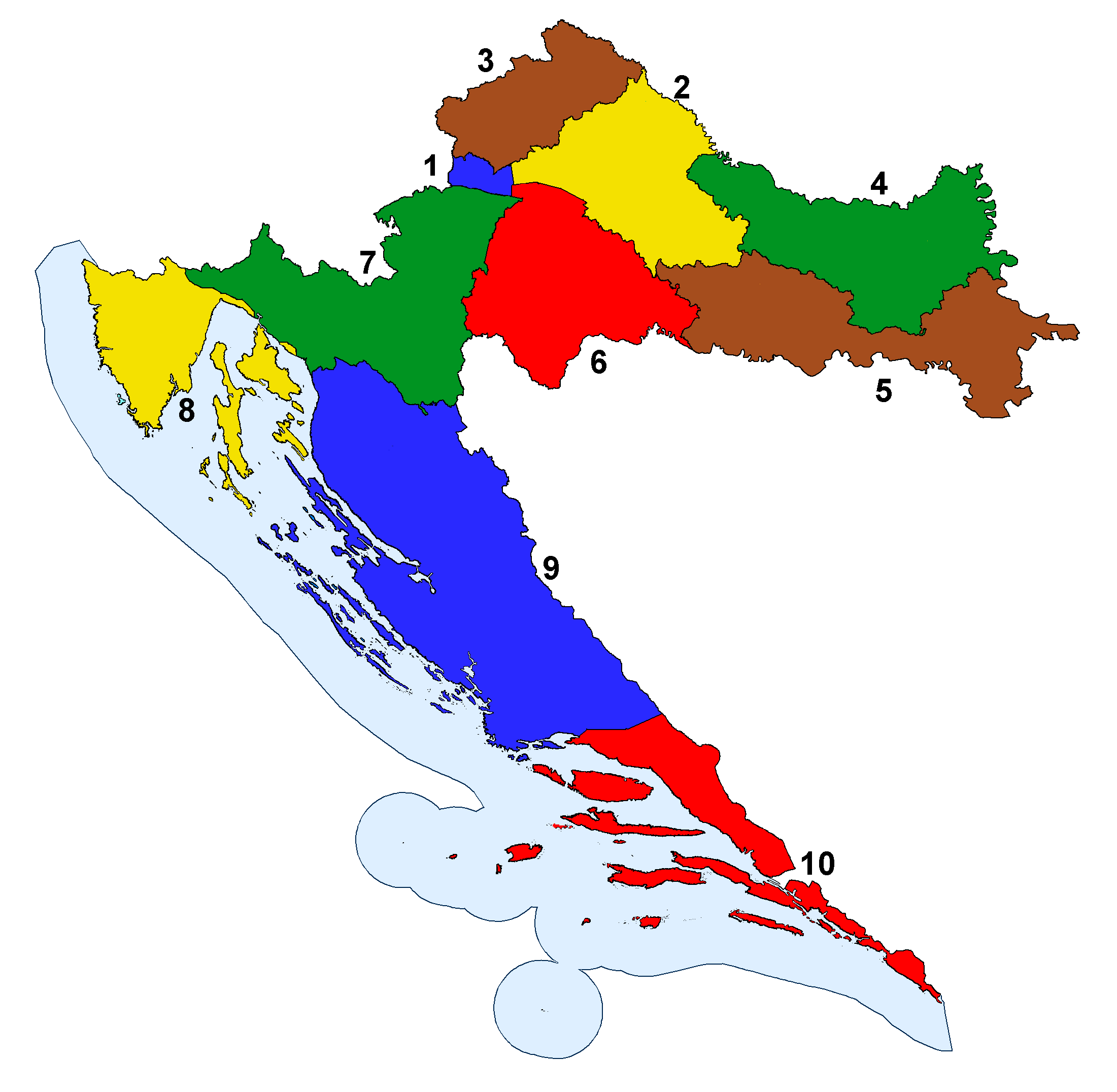
Wahldistrikte Kroatiens, Wahldistrikt XI war für die Bürger Kroatiens wohnhaft im Ausland, Wahldistrikt XII für die nationalen Minderheiten in Kroatien

Kroatien ist in zehn Wahlkreise eingeteilt. In jedem Wahlkreis werden 14 Sitze proportional nach dem D’Hondt-Verfahren vergeben, hierbei gilt eine 5 %-Hürde. Drei Sitze werden von den Auslandskroaten nach Proporz gewählt. Acht Sitze werden von Angehörigen nationaler Minderheiten gewählt.

## Ergebnis

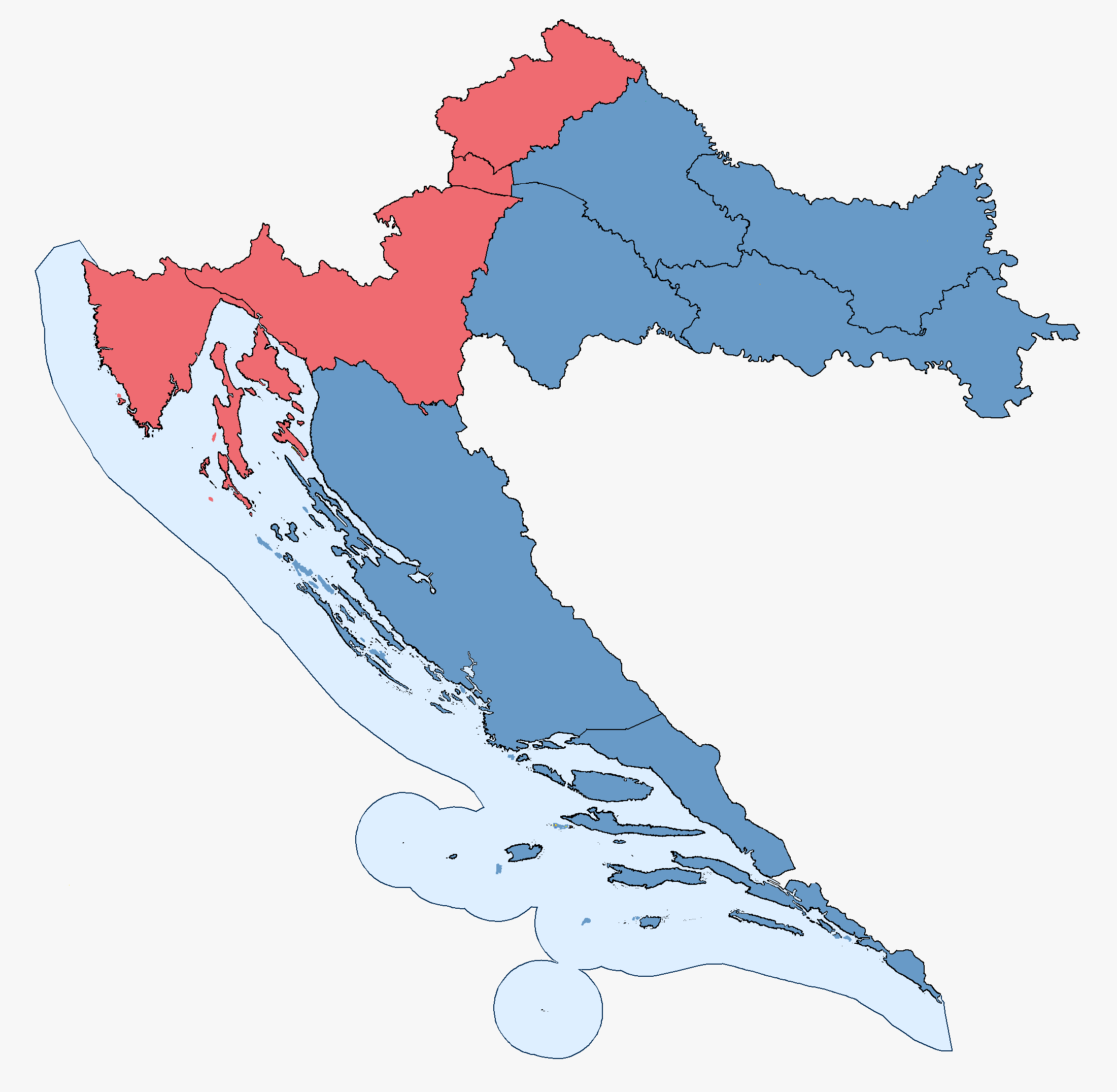
Mehrheiten nach Wahlkreisen:

| Koalition | Hauptpartei | Ausrichtung                             | Stimmen- anteil Kroatien | Stimmen- anteil Auslands- kroaten | Sitze Kroatien | Sitze Auslands- kroaten | Sitze insgesamt |
| --- | --- | --------------------------------------- | ------------------------ | --------------------------------- | -------------- | ----------------------- | --------------- |
| Domoljubna koalicija Patriotische Koalition                                                                        | Hrvatska demokratska zajednica (HDZ) Kroatische Demokratische Union                                                | christdemokratisch, nationalkonservativ | 36,3                     | 62,7                              | 59             | 2                       | 61              |
| Hrvatska raste Kroatien wächst                                                                                     | Socijaldemokratska partija Hrvatske (SDP) Sozialdemokratische Partei Kroatiens                                     | sozialdemokratisch, liberal             | 33,8                     |                                   | 54             |                         | 54              |
| Most nezavisnih lista (MOST) Brücke unabhängiger Listen                                                            | Most nezavisnih lista (MOST) Brücke unabhängiger Listen                                                            | zentristisch, wirtschaftsliberal        | 9,9                      | 3,1                               | 13             |                         | 13              |
| Živi zid Lebende Wand                                                                                              | Živi zid Lebende Wand                                                                                              | linkspopulistisch, EU-skeptisch         | 6,2                      |                                   | 8              |                         | 8               |
| Rada i solidarnosti Arbeit und Solidarität                                                                         | Bandić Milan 365 – Stranka rada i solidarnosti Bandic Milan 365 – Partei für Arbeit und Solidarität                | sozialdemokratisch, linkspopulistisch   | 4,0                      | 4,5                               | 2              |                         | 2               |
| Pravo na svoje Unser eigenes Recht                                                                                 | Istarski demokratski sabor (IDS) Istrische Demokratische Versammlung                                               | regionalistisch, liberal                | 2,2                      |                                   | 3              |                         | 3               |
| Hrvatski Demokratski savez Slavonije i Baranje (HDSSB) Kroatische Demokratische Allianz Slawoniens und der Baranja | Hrvatski Demokratski savez Slavonije i Baranje (HDSSB) Kroatische Demokratische Allianz Slawoniens und der Baranja | regionalistisch, rechtsgerichtet        | 1,3                      | 0,5                               | 1              |                         | 1               |
| PAMETNO | PAMETNO |                                         | 2,1                      |                                   |                |                         | 0               |
| Održivi razvoj Hrvatske (ORaH) Nachhaltige Entwicklung Kroatiens                                                   | Održivi razvoj Hrvatske (ORaH) Nachhaltige Entwicklung Kroatiens                                                   | Grüne                                   | 0,8                      | 0,3                               |                |                         | 0               |
| Sonstige | Sonstige |                                         | 3,5                      | 28,8                              |                | 1                       | 1               |
| Minderheiten | Minderheiten |                                         |                          |                                   |                |                         | 8               |